# Beilschmiedia gigantocarpa
Beilschmiedia gigantocarpa är en lagerväxtart som beskrevs av André Joseph Guillaume Henri Kostermans. Beilschmiedia gigantocarpa ingår i släktet Beilschmiedia och familjen lagerväxter. Inga underarter finns listade i Catalogue of Life.